# سونيا نمر
سونيا نمر (بالإنجليزيّة Sonia Nimr) هي كاتبة وحكواتيّة فلسطينيّة، تشغل منصب أستاذة مساعدة وعضو هيئة أكاديميّة في دائرة الفلسفة والدراسات الثقافيّة في جامعة بيرزيت في فلسطين. وهي حاصلة على الدكتوراه في التاريخ من جامعة إكستر البريطانيّة. تكتب سونيا القصص الشعبيّة بالعاميّة العربيّة وقصص الأطفال، وحصلت على جائزة كتارا للرواية العربيّة والجائزة الأولى في جائزة الاتصالات لأدب الأطفال العربي عن فئة أدب اليافعين العربيّ. ورُشّحت عن ذلك لجائزة هانس كريستيان أندرسون وجائزة الشيخ زايد بن سلطان.

## حياتها
وُلدت د. نمر في جنين عام 1955، بدأت دراستها الجامعيّة واُعتقلت في سجن الرملة الإسرائيليّ المّرة الأولى عام 1975 في سنتها الدراسيّة الثانية للجامعة، ومكثت حينها 3 أعوام في سجون الاحتلال الإسرائيليّ. في هذه السنوات تطوّر اهتمام د. نمر بكتابة كتب الأطفال.
ومن ثمّ اعتقلت لاحقًا عام 1990 الّتي قضت معظمها في الزنازين. وفي عام 1990 أتمّت رسالة الدكتوراه خاصّتها من جامعة إكستر في بريطانيا، ومنذ عام 2006 شغلت منصب محاضرة وأستاذة مساعدة في جامعة بيرزيت في مركز الدراسات الثقافيّة، كما وكانت مسؤولة تعليم في متحف لندن.
وُلدت نمر لعائلة مثقّفة محبّة للتعلّم، وكان جدّها (سعيد نمر) أحد رواد الطب في فلسطين عام 1914 ووالدها مهندسًا وعمها عصام النمر شارك بأول نزول على القمر بمركبة ابوللو.
كانت أمّ نمر أول مشجّع لها لخوض طريقها في كتابة قصص الأطفال حيث شجّعتها منذ الصغر على قراءة القصص، وبدأت بكتابة قصص الأطفال عند اعتقالها من قبل الاحتلال الإسرائيليّ، حيث كتبت أول قصّتين لها خلال اعتقالها إلّا أنهما صودرتا لاحقًا ولم تعد كتابتهما مجدّدًا.
بعد تحرّرها من السجن توجهت إلى بريطانيا وأكملت دراستها لتنال شهادة دكتوراه بتخصّص التاريخ الشفويّ، وعملت لاحقًا في قسم التثقيف في المتحف البريطاني لمدّة ثماني سنوات.

## أعمالها
أصدرت نمر 16 كتابًا للأطفال، وأصدرت مجموعة حكايات من الأسطورة الفلسطينيّة والّتي أخذت منحًا في الأدب الفكاهيّ، كما وكتبت مجموعة من الكتب الشعبيّة والكتب المكتوبة بلغة عاميّة بسيطة، كما وترجمت العديد من الكتب.

### كتب الأطفال واليافعين
1. قصّة أولها خيال وآخرها خيال (2002)[10][11]
2. قطعة صغيرة من الأرض (2003)[12]- شاركتها تأليقها إليزابيث ليرد وحظيت على تقدير كبير[7]
3. الغول الغدّار (2008)[13]- اتّصفت بروح الدعابة
4. تاريخ فلسطين الحديث المصوّر لليافعين (2008)[14] - بالاشتراك مع سعد نمر
5. زلّوطة (2011)[15][16]- بالاشتراك مع سعاد ناجي
6. مختار أبو دنين كبار (2011)[17]
7. رحلات عجيبة في البلاد الغريبة (2013)[18] - حائز على المرتبة الأولى في جائزة الاتصالات لأدب الأطفال العربيّ عن فئة أدب اليافعين العربيّ لعام 2014 [7]
8. ملك الحكايات (2014)[19][20]
9. «طائر الرعد»
10. حذاء الطنبوريّ (2016)[3][21] - بالاشتراك مع رشا حمامي

## جوائز
- 2017 - ترشّحت في القائمة القصيرة للنسخة التاسعة من جائزة «اتّصالات لكتاب الطفل» - وهي إحدى أهمّ الجوائز المخصّصة لأدب الأطفال في العالم العربيّ وأبرزها[7]
- 2018 - ترشّحت لجائزة آستريد ليندغرين - جائزة عريقة لأدب الأطفال مؤسسة من قبل الحكومة السويديّة والّتي يُطلق عليها «نوبل لأدب الأطفال»[7]
- 2014 - المرتبة الأولى في جائزة الاتصالات لأدب الأطفال العربيّة عن فئة أدب اليافعين العربيّ[7]
- ترشّحت لجائزة خانس كريستيان أندرسون - أعلى اعتراف دوليّ لمؤلفي ورسّامي كتب الأطفال والّتي تقدّمها مؤسّسة IBBY [3]
- رُشّحت لجائزة «الشيخ زايد بن سلطان» للمفكّرين والناشئين الشباب [3]